# François Girardon
François Girardon (1628-1715) va ser un escultor francès nascut a Troyes, va ser un dels mestres de l'escultura decorativa i monumental. Va ser el protegit del canceller Séguier que li va enviar a Roma per a la seva formació. Acadèmic el 1657, va ser un dels principals col·laboradors de Charles Le Brun. Va treballar amb aquest últim i amb André Le Nôtre a la construcció del Palau de Vaux-le-Vicomte.

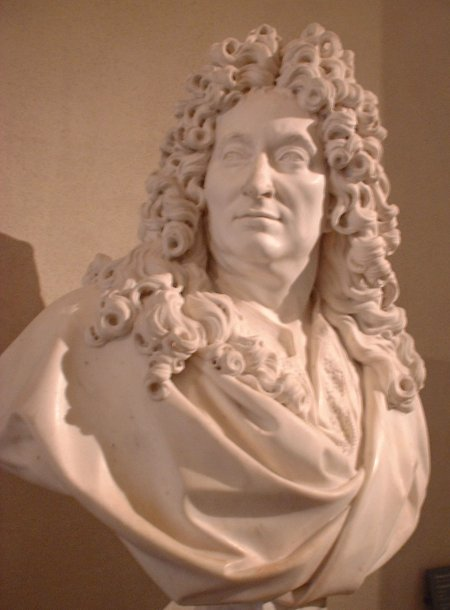
Bust de Nicolas Boileau per Girardon

Va participar en la decoració de la galeria d'Apol·lo del Louvre i va realitzar importantíssimes obres per als jardins del Palau de Versalles: l'Apol·lo servit per la nimfes, l'estàtua de l'Hivern, el baix relleu El bany de les Nimfes del qual, un model reduït, es troba al Museu del Louvre.
Va esculpir, així mateix, la Tomba de Richelieu, a La Sorbona, i l'estàtua eqüestre de Lluís XIV, erigida a la plaça de Louis-le-Grand (avui plaça Vendôme) que va ser destruïda durant la Revolució francesa i de la qual hi ha un model reduït al Museu del Louvre.